# Pšov (Podbořany)
Pšov je malá vesnice, část města Podbořany v okrese Louny. Nachází se asi 4,5 km na severovýchod od Podbořan. Prochází zde silnice I/27 a silnice II/226. Pšov leží v katastrálním území Pšov u Podbořan o rozloze 4,3 km².

## Název
Název vesnice je odvozen z obecného jména pše (zastarale pšenice), a označoval tedy místo, kde se pěstovala pšenice. Německý tvar Schaab nejspíše vznikl ze spojení „do Pšova“ nebo „ze Pšova“. V historických pramenech se jméno objevuje ve tvarech: Pssou (1186), Psou (1238/1241), in Psow (1366, 1369), Pssow (1384–1399), Pessow (okolo roku 1405), in Pssow (1402), in Psow (1412), Schab, Schaub nebo Cžap (1787) a Schaab, Schaub nebo Čapy (1846).

## Historie
První písemná zmínka o Pšově pochází z roku 1186 a nachází se v listině vydané knížetem Bedřichem a jeho manželkou Alžbětou. Podle listiny byli prvními majiteli vsi pražští kanovníci, kteří Pšov vyměnili za Poštovice s pražským proboštem Martinem. Ten roku 1173 vstoupil do řádu johanitů, kterému Pšov odevzdal. Roku 1186 johanité Pšov, Levín a Březnici (tj. snad Malé nebo Velké Březno) vyměnili s panovníkem za Bořislav.
V roce 1238 byl majitelem vsi nejvyšší číšník Zbraslav z Miletína. Zmínka o vsi se nachází v jeho závěti. Podle ní měla Zbraslavova žena Domaslava vesnici prodat a Zbraslavovým služebníkům, kteří by chtěli podniknout pouť do Compostely, poskytnout šest hřiven stříbra. Kromě toho měla Domaslava poskytnout dvacet hřiven jakémusi Divínovi, čtyři hřivny hradeckému minoritskému klášteru a almužnu podle svého uvážení měla dát také pražským minoritům u svatého Jakuba. Není jisté, zda k prodeji vsi došlo.
Další zprávy o vesnici pochází až ze druhé poloviny čtrnáctého století. V roce 1366 ji vlastnil Racek ze Mšeného, po něm Sezema z Bělé (1372), Aleš z Dubé (1395) a na začátku patnáctého století ji měli Jindřich Skopec z Dubé a Vrš z Modřejovic. V letech 1410–1416 Pšov patřil Janovi ze Zdenic, velmistrovi řádu křižovníků s červenou hvězdou. Ten vesnici s částí Kaštic věnoval svému řádu, kterému vesnice zůstala až do zrušení patrimoniální správy. Výjimkou byl rok 1620, kdy Pšov na krátkou dobu získala Kateřina ze Sulejovic.

## Obyvatelstvo
Při sčítání lidu v roce 1921 zde žilo 262 obyvatel (z toho 128 mužů), z nichž bylo devět Čechoslováků, 251 Němců a dva cizinci. Až na jednoho člověka bez vyznání se hlásili k římskokatolické církvi. Podle sčítání lidu z roku 1930 měla vesnice 308 obyvatel: 22 Čechoslováků, 285 Němců a jednoho cizince. Kromě dvou evangelíků, třinácti členů církve československé a jednoho člověka bez vyznání byli římskými katolíky.
|                                                                  | 1869 | 1880 | 1890 | 1900 | 1910 | 1921 | 1930 | 1950 | 1961 | 1970 | 1980 | 1991 | 2001 | 2011 | 2021 |
| ---------------------------------------------------------------- | ---- | ---- | ---- | ---- | ---- | ---- | ---- | ---- | ---- | ---- | ---- | ---- | ---- | ---- | ---- |
| Obyvatelé                                                        | 211  | 244  | 269  | 294  | 291  | 262  | 308  | 159  | 159  | 119  | 91   | 50   | 48   | 57   | 77   |
| Domy                                                             | 36   | 35   | 40   | 42   | 42   | 44   | 53   | 38   | 66   | 34   | 30   | 36   | 31   | 33   | 34   |
| Počet domů z roku 1961 zahrnuje také domy místní části Sýrovice. |      |      |      |      |      |      |      |      |      |      |      |      |      |      |      |

## Obecní správa
Při sčítání lidu v letech 1869–1980 Pšov byl samostatnou obcí, se kterým patřil nejprve do okresu Podbořany, ale v letech 1961–1980 v okrese Louny. Od 1. ledna 1981 je částí města Podbořany v okrese Louny.

## Pamětihodnosti
- Na návsi stojí pozdně barokní kostel svatého Kříže a Všech svatých postavený v roce 1767 na místě staršího kostela. Rokokové vnitřní vybavení pochází ze druhé poloviny osmnáctého století.[13]
- Socha svatého Floriána u kostela
- Sloup se sochou Panny Marie u kostela
- Památník obětem druhé světové války na hřbitově
- Venkovská usedlost čp. 3
- Zemědělský dvůr čp. 30

## Osobnosti
- Anton Steiner (1849–1925), statkář a politik, pšovský starosta